# Phillip Island Circuit
Der Phillip Island Circuit ist eine Motorsport-Rennstrecke auf der Insel Phillip Island an der Küste der Bass Strait im australischen Bundesstaat Victoria, auf der u. a. Rennen der Motorrad-Weltmeisterschaft, der Superbike-Weltmeisterschaft und der V8-Supercars-Serie ausgetragen werden.

## Geschichte

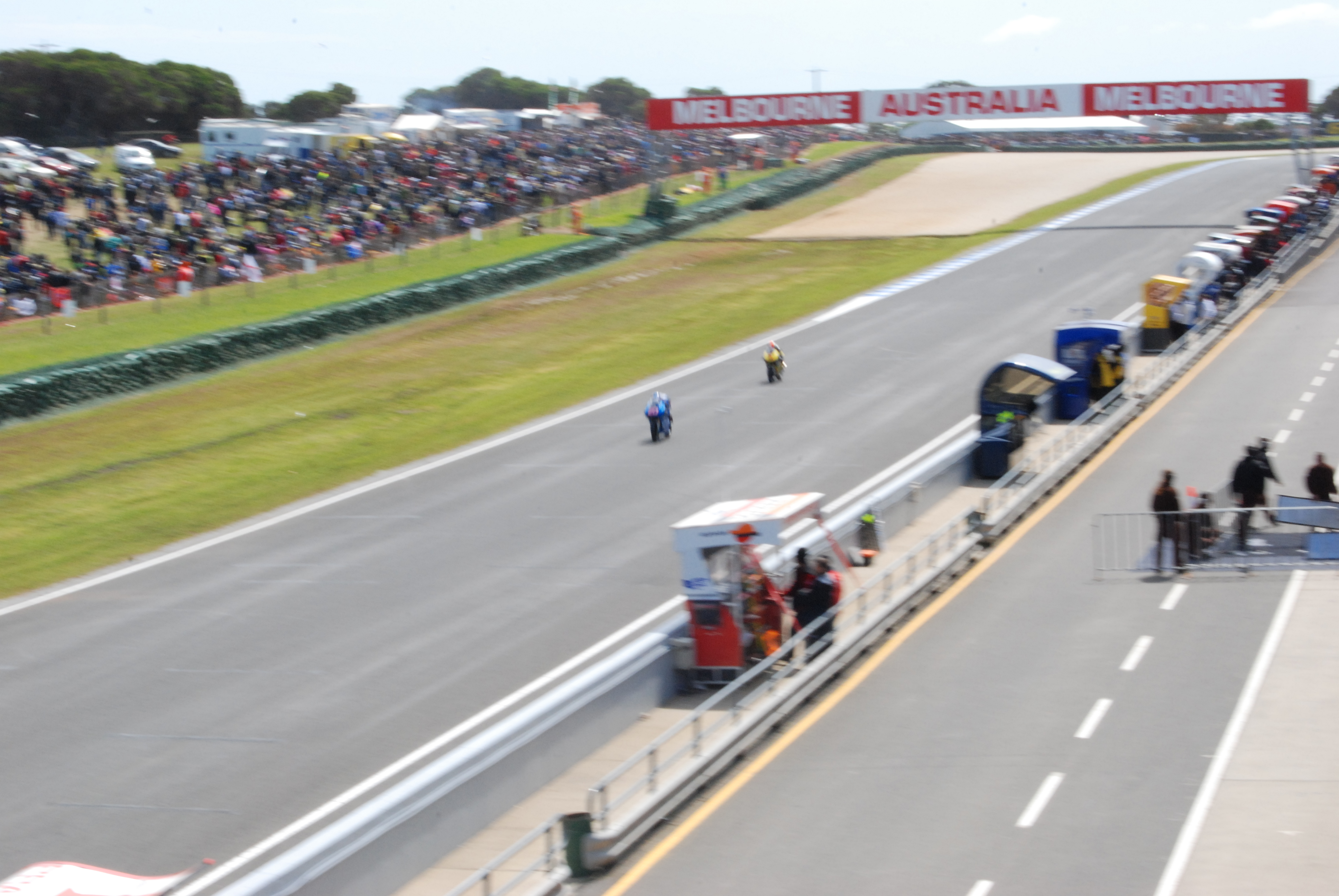
Zielgerade

Das erste Rennen fand 1926 mit dem ersten australischen Grand Prix, dem so genannten 100-Meilen-Rennen, statt. Damals war der Kurs noch ein Hochgeschwindigkeits-Dreieck auf abgesperrten öffentlichen Straßen. Die Streckenlänge für Automobilrennen betrug etwa 6 Meilen, für Motorräder rund 10 Meilen.
Mit steigenden Geschwindigkeiten und der Forderung nach einer sichereren Strecke entstand die erste reine Rennstrecke auf der Insel, eine unbefestigte Berg-und-Tal-Piste mit engen Kurven in der Nähe des Flughafens. Diese Strecke wurde bis 1935 genutzt.

1951 ließ ein ortsansässiger Geschäftsmann zwei Kilometer von der ursprünglichen Piste entfernt eine neue Strecke bauen. Das einzige geeignete und verfügbare Stück Land lag direkt an der Küste am südwestlichen Ende der Insel. Die Lage ist verantwortlich für die großen Höhenunterschiede im Verlauf der Strecke und den teils heftigen Wind vom Meer her. Das erste Rennen auf der neuen Strecke fand 1956 statt. Da 1962 das Geld für notwendige Reparaturen fehlte, verlor der Phillip Island Circuit die auf ihm ausgetragenen Rennen an die Strecke in Bathurst.

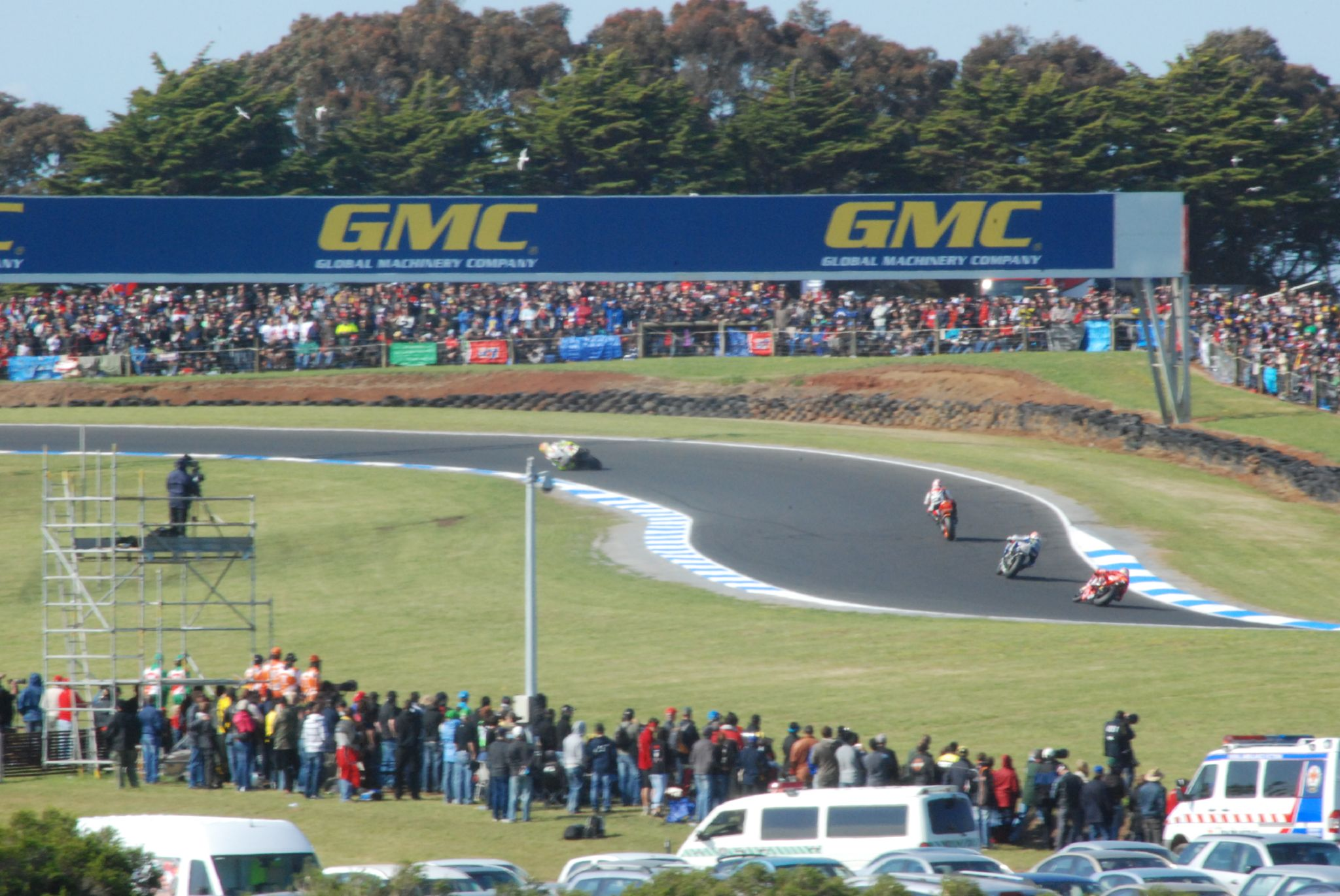
MG Corner

Der Circuit wurde 1966 wiedereröffnet, verlor jedoch während der 1970er-Jahre aufgrund mangelhafter Wartung und intensiver Nutzung für Testfahrten erneut an Qualität. 1985 wurde die Strecke verkauft und 1989 mit dem 500-cm³-Rennen des Großen Preises von Australien und einem Sieg des Australiers Wayne Gardner vor 90.000 Zuschauern wiedereröffnet. Von 1991 bis 1996 verlor der Kurs die Motorrad-WM an Eastern Creek bei Sydney, konnte sie jedoch 1997 wieder zurückholen.
Seit 1990 findet jedes Jahr ein Lauf der Superbike-WM auf Phillip Island statt. Seit 1993 gastiert auch die Australian Touring Car Championship, die 1996 in V8-Supercars-Serie umbenannt wurde, auf der Insel.
Seit Ende 2022 wurde die Kurve 4 in Miller Corner umbenannt zu Ehren des australischen Moto GP Piloten Jack Miller.

## Statistik

### Sieger von Motorrad-WM-Rennen auf Phillip Island
| Jahr | 125 cm³ / Moto3                       | 250 cm³ / Moto2                       | 500 cm³ / MotoGP                      |                                       |
| ---- | ------------------------------------- | ------------------------------------- | ------------------------------------- | ------------------------------------- |
| 1989 | Àlex Crivillé                         | Sito Pons                             | Wayne Gardner                         |                                       |
| 1990 | Loris Capirossi                       | John Kocinski                         | Wayne Gardner                         |                                       |
|      |                                       |                                       |                                       |                                       |
| 1997 | Noboru Ueda                           | Ralf Waldmann                         | Àlex Crivillé                         |                                       |
| 1998 | Masao Azuma                           | Valentino Rossi                       | Mick Doohan                           |                                       |
| 1999 | Marco Melandri                        | Valentino Rossi                       | Tadayuki Okada                        |                                       |
| 2000 | Masao Azuma                           | Olivier Jacque                        | Max Biaggi                            |                                       |
| 2001 | Yōichi Ui                             | Daijirō Katō                          | Valentino Rossi                       |                                       |
| 2002 | Manuel Poggiali                       | Marco Melandri                        | Valentino Rossi                       |                                       |
| 2003 | Andrea Ballerini                      | Roberto Rolfo                         | Valentino Rossi                       |                                       |
| 2004 | Andrea Dovizioso                      | Sebastián Porto                       | Valentino Rossi                       |                                       |
| 2005 | Thomas Lüthi                          | Dani Pedrosa                          | Valentino Rossi                       |                                       |
| 2006 | Álvaro Bautista                       | Jorge Lorenzo                         | Marco Melandri                        |                                       |
| 2007 | Lukáš Pešek                           | Jorge Lorenzo                         | Casey Stoner                          |                                       |
| 2008 | Mike Di Meglio                        | Marco Simoncelli                      | Casey Stoner                          |                                       |
| 2009 | Julián Simón                          | Marco Simoncelli                      | Casey Stoner                          |                                       |
| 2010 | Marc Márquez                          | Alex De Angelis                       | Casey Stoner                          |                                       |
| 2011 | Sandro Cortese                        | Alex De Angelis                       | Casey Stoner                          |                                       |
| 2012 | Sandro Cortese                        | Pol Espargaró                         | Casey Stoner                          |                                       |
| 2013 | Álex Rins                             | Pol Espargaró                         | Jorge Lorenzo                         |                                       |
| 2014 | Jack Miller                           | Maverick Viñales                      | Valentino Rossi                       |                                       |
| 2015 | Miguel Oliveira                       | Álex Rins                             | Marc Márquez                          |                                       |
| 2016 | Brad Binder                           | Thomas Lüthi                          | Cal Crutchlow                         |                                       |
| 2017 | Joan Mir                              | Miguel Oliveira                       | Marc Márquez                          |                                       |
| 2018 | Albert Arenas                         | Brad Binder                           | Maverick Viñales                      |                                       |
| 2019 | Lorenzo Dalla Porta                   | Brad Binder                           | Marc Márquez                          |                                       |
| 2020 | Abgesagt wegen der COVID-19-Pandemie. | Abgesagt wegen der COVID-19-Pandemie. | Abgesagt wegen der COVID-19-Pandemie. | Abgesagt wegen der COVID-19-Pandemie. |
| 2021 | Abgesagt wegen der COVID-19-Pandemie. | Abgesagt wegen der COVID-19-Pandemie. | Abgesagt wegen der COVID-19-Pandemie. | Abgesagt wegen der COVID-19-Pandemie. |
| 2022 | Izan Guevara                          | Alonso López                          | Álex Rins                             |                                       |
| 2023 | Deniz Öncü                            | Tony Arbolino                         | Johann Zarco                          |                                       |
| 2024 | David Alonso                          | Fermín Aldeguer                       | Marc Márquez                          |                                       |